# Temporada da Stock Car Brasil de 1991
O Campeonato Stock Car de 1991 foi a 13ª edição promovida pela Confederação Brasileira de Automobilismo (CBA) da principal categoria do automobilismo brasileiro.
O vencedor foi o piloto Ingo Hoffmann e Angelo Giombelli.
Contexto histórico
Foi criada em 1977 para ser uma alternativa à extinta Divisão 1 (D1), que corria com as marcas Chevrolet (Opala) e Ford (Maverick). Isso ocorreu pelo desinteresse do público e dos patrocinadores por se tornar uma categoria monomarca, dada a superioridade dos modelos Chevrolet. Para que isso não ocorresse, a General Motors criou uma nova categoria, que unia desempenho e sofisticação. O nome foi um golpe de mestre, pois além de emular o nome da famosa categoria americana, a NASCAR, desviava a atenção da marca única.
A primeira prova ocorreu em 22 de abril de 1979, no Autódromo de Tarumã, no Rio Grande do Sul. A criação da categoria foi a melhor resposta a um antigo anseio de uma comunidade apaixonada por carros de corrida, ou seja, uma categoria de Turismo que unisse desempenho e sofisticação.
Regulamento
O regulamento foi criado para limitar os custos, procurando equilíbrio, sem comprometer as performances dignas das competições internacionais.

## Equipes e pilotos
| Equipe                         | Construtor | Carro           | Pneu | N.° | Nome do piloto                      | Rodada       |
| ------------------------------ | ---------- | --------------- | ---- | --- | ----------------------------------- | ------------ |
| Equipe Amico                   | Chevrolet  | Opala Protótipo | C    | 1   | Wilson Fittipaldi Jr                | Todas        |
| Equipe Amico                   | Chevrolet  | Opala Protótipo | C    | 97  | Victor Amorim                       | Todas        |
| Castrol Racing                 | Chevrolet  | Opala Protótipo | M    | 17  | Ingo Hoffmann Ângelo Giombelli      | Todas        |
| Vodafone Racing Team           | Chevrolet  | Opala Protótipo | P    | 64  | Carlos Alves                        | Todas        |
| Vodafone Racing Team           | Chevrolet  | Opala Protótipo | P    | 56  | Alexandre Cunha                     | 7-8          |
| CIP Green Power                | Chevrolet  | Opala Protótipo | C    | 6   | Beto Giorgi                         | 2            |
| Team Bardahl Academy           | Chevrolet  | Opala Protótipo | C    | 2   | Sergio Prates Peter Ferter          | 4            |
| CarXpert Prüstel GP            | Chevrolet  | Opala Protótipo | P    | 65  | Carlos Machado                      | 6            |
| CarXpert Prüstel GP            | Chevrolet  | Opala Protótipo | P    | 77  | Victor Villaverde                   | 8            |
| Avintia Esponsorama Grand Prix | Chevrolet  | Opala Protótipo | B    | 90  | Alexandre Bastos                    | 1 e 7        |
| Sterilgarda Max Racing Team    | Chevrolet  | Opala Protótipo | B    | 67  | Gilmar Gobetti Fausto de Lucca      | 3 e 8        |
| Sterilgarda Max Racing Team    | Chevrolet  | Opala Protótipo | B    | 39  | Mauro Neuenschwander                | 4            |
| Petronas Sprinta Racing        | Chevrolet  | Opala Protótipo | C    | 79  | Luiz Fernando Simões                | Todas        |
| Petronas Sprinta Racing        | Chevrolet  | Opala Protótipo | C    | 46  | Helio Saraiva Jr.                   | 1-2          |
| Leopard Impala Racing Team     | Chevrolet  | Opala Protótipo | P    | 29  | Thiago Grison                       | Todas        |
| Leopard Impala Racing Team     | Chevrolet  | Opala Protótipo | P    | 18  | José Bel Camilo                     | Todas        |
| Solunion GasGas Aspar Team     | Chevrolet  | Opala Protótipo | C    | 15  | Valmir Candeu                       | Todas        |
| Solunion GasGas Aspar Team     | Chevrolet  | Opala Protótipo | C    | 81  | Mário Covas Neto                    | Todas        |
| Pons Racing 40                 | Chevrolet  | Opala Protótipo | C    | 37  | José Carlos Franzói                 | Todas        |
| Pons Racing 40                 | Chevrolet  | Opala Protótipo | C    | 48  | Marcelo Tedesco                     | 1-3, 5-6 e 8 |
| Ongetta SIC58 Squadracorse     | Chevrolet  | Opala Protótipo | C    | 40  | Herberto Heinen                     | Todas        |
| Ongetta SIC58 Squadracorse     | Chevrolet  | Opala Protótipo | C    | 69  | Alceu Feldmann                      | 1-6          |
| One Energy Racing              | Chevrolet  | Opala Protótipo | P    | 78  | Danusa Moura                        | Todas        |
| One Energy Racing              | Chevrolet  | Opala Protótipo | P    | 31  | Eduardo Berlanda                    | 7-8          |
| Pertamina Mandalika SAG Team   | Chevrolet  | Opala Protótipo | C    | 66  | Pedro Marques Lamartine Pinotti     | Todas        |
| Italtrans Racing Team          | Chevrolet  | Opala Protótipo | C    | 22  | Paulo Gomes                         | Todas        |
| Italtrans Racing Team          | Chevrolet  | Opala Protótipo | C    | 60  | Paulo Yamamoto                      | 3-4 e 8      |
| Flexbox HP40 Motorsport        | Chevrolet  | Opala Protótipo | C    | 72  | Richard Heidrich Gustavo dal Pizzol | 1-2          |
| Elf Marc VDS Racing Team       | Chevrolet  | Opala Protótipo | C    | 9   | Renato Martins                      | Todas        |
| Elf Marc VDS Racing Team       | Chevrolet  | Opala Protótipo | C    | 52  | Tom Stefani                         | 2 e 7-8      |
| Union Racing                   | Chevrolet  | Opala Protótipo | C    | 20  | Beto Napolitano                     | Todas        |
| Union Racing                   | Chevrolet  | Opala Protótipo | C    | 45  | Sandro Tannuri                      | 5-6          |
| IMX Racing                     | Chevrolet  | Opala Protótipo | P    | 41  | Eduardo Pimenta Gustavo Ribeiro     | Todas        |
| Unimed Racing                  | Chevrolet  | Opala Protótipo | B    | 11  | Paulo de Tarso                      | Todas        |
| Unimed Racing                  | Chevrolet  | Opala Protótipo | B    | 85  | Antonio Jorge Neto                  | 4 e 7-8      |
| Equipe Golden Cross            | Chevrolet  | Opala Protótipo | M    | 26  | Chico Serra                         | Todas        |
| Equipe Golden Cross            | Chevrolet  | Opala Protótipo | M    | 74  | André Bragantini Jr                 | Todas        |
| Equipe Golden Cross            | Chevrolet  | Opala Protótipo | M    | 38  | Ricardo Etchenique                  | 1-2          |
| Team Bradesco                  | Chevrolet  | Opala Protótipo | P    | 62  | Adalberto Jardim                    | Todas        |
| Team Bradesco                  | Chevrolet  | Opala Protótipo | P    | 47  | Felipe Comerlatto                   | 3 e 5-6      |
| Giaffone Motorsport            | Chevrolet  | Opala Protótipo | G    | 68  | Fábio Sotto Mayor                   | Todas        |
| Giaffone Motorsport            | Chevrolet  | Opala Protótipo | G    | 43  | Rogério Santos                      | 1-2          |

## Calendário e resultados

### Etapas
| # | Circuito             | Data           | Pole Position                  | Volta mais rápida    | Piloto Vencedor                | Equipe Vencedora    |
| - | -------------------- | -------------- | ------------------------------ | -------------------- | ------------------------------ | ------------------- |
| 1 | GP de Viamão         | 17 de março    | Ingo Hoffmann Ângelo Giombelli | Ângelo Giombelli     | Adalberto Jardim               | Team Bradesco       |
| 2 | GP do Rio de Janeiro | 21 de abril    | Paulo de Tarso                 | Ingo Hoffmann        | Ingo Hoffmann Ângelo Giombelli | Castrol Racing      |
| 3 | GP de Guaporé        | 12 de maio     | Ingo Hoffmann Ângelo Giombelli | Ingo Hoffmann        | Ingo Hoffmann Ângelo Giombelli | Castrol Racing      |
| 4 | GP de Brasília       | 2 de junho     | Ingo Hoffmann Ângelo Giombelli | Ângelo Giombelli     | Ingo Hoffmann Ângelo Giombelli | Castrol Racing      |
| 5 | GP de Goiânia        | 14 de julho    | Fábio Sotto Mayor              | Adalberto Jardim     | Adalberto Jardim               | Team Bradesco       |
| 6 | GP de Curitiba       | 18 de agosto   | Fábio Sotto Mayor              | Wilson Fittipaldi Jr | Wilson Fittipaldi Jr           | Equipe Amico        |
| 7 | GP de Cascavel       | 22 de setembro | Renato Martins                 | Herberto Heinen      | Chico Serra                    | Equipe Golden Cross |
| 8 | GP de São Paulo      | 20 de outubro  | Paulo de Tarso                 | Ingo Hoffmann        | Ingo Hoffmann Ângelo Giombelli | Castrol Racing      |

## Classificação

### Campeonato de pilotos
| Pos | Piloto                              | VIA | RJO | GUA | BRA | GOI | CTB | CAS | SPO | Pts |
| --- | ----------------------------------- | --- | --- | --- | --- | --- | --- | --- | --- | --- |
| 1   | Ingo Hoffmann Ângelo Giombelli      | 5   | 1   | 1   | 1   | Ret | 8   | 14  | 1   | 124 |
| 2   | Wilson Fittipaldi Jr                | 3   | 4   | Ret | 8   | 6   | 1   | 6   | 5   | 88  |
| 3   | Carlos Alves                        | Ret | 15  | 9   | 20† | 10  | 5   | 5   | Ret | 86  |
| 4   | Adalberto Jardim                    | 1   | 3   | 13  | Ret | 1   | 6   | 3   | 2   | 84  |
| 5   | Fábio Sotto Mayor                   | Ret | 10  | 3   | Ret | 24† | DNS | 11  | Ret | 78  |
| 6   | Chico Serra                         | 9   | 5   | 4   | 7   | 11  | 7   | 1   | 8   | 72  |
| 7   | Paulo de Tarso                      | Ret | DNS | 2   | 4   | 23† | 20  | 16  | 14† | 70  |
| 8   | Eduardo Pimenta Gustavo Ribeiro     | 14  | 24† | 17  | 13  | 9   | 12  | 10  | 4   | 60  |
| 9   | Pedro Marques Lamartine Pinotti     | 10  | 8   | 6   | 2   | 5   | 21  | 8   | Ret | 56  |
| 10  | Paulo Gomes                         | 4   | 6   | Ret | 5   | 16  | Ret | 12  | Ret | 46  |
| 11  | Renato Martins                      | 2   | 22† | 14  | 9   | 15  | 17  | 23  | 9   | 44  |
| 12  | Beto Napolitano                     | 11  | 7   | 7   | 3   | 3   | 4   | 22† | DNS | 40  |
| 13  | Luiz Fernando Simões                | 18  | 9   | 5   | 10  | 7   | 2   | 2   | 13  | 36  |
| 14  | Danusa Moura                        | 17  | 14  | 10  | 16  | 13  | 11  | Ret | DNS | 24  |
| 15  | Herberto Heinen                     | 7   | Ret | 20† | Ret | 8   | 9   | 21† | 10  | 24  |
| 16  | Thiago Grison                       | 8   | 2   | 15  | 6   | Ret | 15  | 9   | Ret | 20  |
| 17  | Valmir Candeu                       | 6   | 23† | 8   | 12  | 14  | 13  | 7   | 3   | 16  |
| 18  | José Carlos Franzói                 | 15  | 18  | NC  | 15  | 4   | 10  | 15  | Ret | 16  |
| 19  | Victor Amorim                       | Ret | 12  | 21† | 21† | 2   | 3   | 20  | 12  | 16  |
| 20  | Alexandre Cunha                     |     |     |     |     |     |     | 4   | 6   | 15  |
| 21  | Helio Saraiva Jr.                   | 12  | 17  |     |     |     |     |     |     | 12  |
| 22  | Eduardo Berlanda                    |     |     |     |     |     |     | 13  | 7   | 12  |
| 23  | José Bel Camilo                     | 13  | 11  | 12  | 11  | 20  | 19  | Ret | 11  | 10  |
| 24  | Alceu Feldmann                      | 16  | 16  | 11  | 19  | 12  | 16  |     |     | 8   |
| 25  | Marcelo Tedesco                     | 19  | 13  | NC  |     | 18  | 14  |     | NQ  | 6   |
| 26  | Paulo Yamamoto                      |     |     | 19  | 14  |     |     |     | NC  | 3   |
| 27  | Mário Covas Neto                    | 23  | 19  | 18  | 18  | 22  | 23  | 18  | 15  | 1   |
| 28  | André Bragantini Jr                 | 20  | NC  | 16  | 17  | 17  | 18  | 17  | Ret | 0   |
| 29  | Sandro Tannuri                      |     |     |     |     | 19  | 22  |     |     | 0   |
| 30  | Tom Stefani                         |     | NQ  |     |     |     |     | 19  | Ret | 0   |
| 31  | Richard Heidrich Gustavo dal Pizzol | 22  | 20  |     |     |     |     |     |     | 0   |
| 32  | Rogério Santos                      | 21  | Ret |     |     |     |     |     |     | 0   |
| 33  | Felipe Comerlatto                   |     |     | NC  |     | 21  | Ret |     |     | 0   |
| 34  | Ricardo Etchenique                  | Ret | 21  |     |     |     |     |     |     | 0   |
| 35  | Antonio Jorge Neto                  |     |     |     | NC  |     |     | Ret | Ret | 0   |
| 36  | Beto Giorgi                         |     | Ret |     |     |     |     |     |     | 0   |
| 37  | Sergio Prates Peter Ferter          |     |     |     | Ret |     |     |     |     | 0   |
| 38  | Alexandre Bastos                    | Ret |     |     |     |     |     | NQ  |     | 0   |
| 39  | Carlos Machado                      |     |     |     |     |     | Ret |     |     | 0   |
| 40  | Gilmar Gobetti Fausto de Lucca      |     |     | NQ  |     |     |     |     | Ret | 0   |
| 41  | Mauro Neuenschwander                |     |     |     | Ret |     |     |     |     | 0   |
| 42  | Victor Villaverde                   |     |     |     |     |     |     |     | NQ  | 0   |
| Pos | Piloto                              | VIA | RJO | GUA | BRA | GOI | CTB | CAS | SPO | Pts |

| Cor      | Resultado            |
| -------- | -------------------- |
| Ouro     | Vencedor             |
| Prata    | 2º lugar             |
| Bronze   | 3º lugar             |
| Verde    | Terminou, nos pontos |
| Azul     | Terminou, sem pontos |
| Púrpura  | Retirou-se (Ret)     |
| Vermelho | Não qualificado (NQ) |
| Preto    | Desqualificado (DSQ) |
| Branco   | Não largou (NL)      |
| Sem cor  | Não participou (NP)  |
| Sem cor  | Lesionado (Les)      |
| Sem cor  | Excluído (EX)        |